# Фаббиано, Томас
Томас Фаббиано (итал. Thomas Fabbiano, род. 26 мая 1989 года, Гротталье, Италия) — итальянский теннисист. Победитель шести «челленджеров» в одиночном разряде и трёх — в парном. Победитель юниорского Открытого чемпионата Франции 2007 года в парном разряде.
Известен тем, что редко выступает на уровне турниров ATP, но тем не менее за карьеру выходил в третий круг на трёх из четырёх турниров Большого шлема.

## Биография
Родился 26 мая 1989 года в городе Гротталье, Италия. Начал играть в теннис с четырёх лет. В детстве его кумирами были Марат Сафин и Андре Агасси. Фаббиано любит кататься на лыжах, особенно много времени уделял этому занятию в детские годы, но сейчас из-за нехватки времени не может уделить своему увлечению должное внимание.

## Спортивная карьера
В 2007 году в качестве юниора участвовал в Открытом чемпионате Австралии, а также Открытом чемпионате США, в том числе выиграл Открытый чемпионат Франции в парном разряде.
Свой первый турнир серии ITF Futures Томасу Фабиано удалось выиграть в 2007 году в Италии, на протяжении всей карьеры ему удавалось одержать победу в двенадцати турнирах серии ITF Futures и пяти турнирах серии "челленджер".
Свой первый турнир серии ITF Futures в парном разряде Т. Фаббиано, в том числе удалось выиграть в 2007 году в паре с белорусом Андреем Карачения, турнир проходил в Италии.
2014
В 2014 году он достиг лучших результатов в Гваделупе (в апреле) и Шанхае (в сентябре), где он дошёл до полуфинала; также принял участие в финале в Мерсине в паре с Маттео Виола. Участвует в квалификациях всех четырёх Больших Шлемов, но всегда проигрывал в первом раунде.
2015
После некоторых квалификационных попыток в турнирах АТР, в марте он выиграл четыре титула на турнирах ITF. В Тунисе в Эль-Кантауи, победил в двух финалах болгарского теннисиста Александра Лазова и бразильца Энрике Кунья. Позже он достиг полуфинала «Челленджера Неаполя» в апреле. В течение сезона он снова достигнет полуфинального раунда на турнирах Challenger: в Наньчане , Хо Ши Мин и Сучжоу.
Три раза Фаббиано смог поучаствовать в турнирах мировой серии АТР тура, всегда начинал с квалификации. Впервые в апреле в Бухаресте, где его выбил Янко Типсаревич. Затем он дебютировал в Риме, где был обыгран Ришаром Гаске; наконец, в Умаго, где он потерпел поражение от Хайдера-Маурера. Закрыл сезон на 157-й позиции в мировом рейтинге.
2016
Начал сезон Томас в Ченнаи, где, снова пройдя отборочные туры, потерпел поражение от Бенуа Пера в первом раунде. Далее, на стадии квалификации уступает на Большом шлеме в Австралии. В Дубае переигрывает Леонардо Майера из Аргентины, но уступает Томашу Бердыху 2-6 2-6. В марте он выиграл второй «Челленджер» в своей карьере в Чжухае, обыграв китайского спортсмена Чжан Цзэ. В апреле становится 98-м в мировом рейтинге, и впервые войдя в ТОП-100.
На Открытом чемпионате Франции как счастливый участник квалификации играет в первом раунде и уступает в четырёх сетах испанцу Фелисиано Лопесу.
Летом сезон на грунте продолжает, принимая участие в турнирах в Гамбурге и Умаге: в Германии он проигрывает свой дебют против Кикера , в то время как в Хорватии он преодолевает первый раунд против Шкугора, прежде чем уступить боснийцу Джумхуру во втором раунде.
За несколько дней до начала Олимпийский игр Фаббиано вызвали в сборную Италии, он стал седьмым итальянским теннисистом, и принял участие в играх в Бразилии. На стадии первого раунда уступает бразильцу Дутре Да Сильва.
Затем он второй раз участвует в квалификации Открытого чемпионата США, проходит её, и в третий раз на турнирах Большого шлема уступает в первом раунде, на сей раз россиянину Карену Хачанову.
Последняя важная победа в этом сезоне состоялась в Шензене, где, преодолев два отборочных раунда, он в первом раунде в трёх сетах переигрывает японца Нишиоку, однако, уже в следующем раунде против уступает Томасу Беллуччи.
Для итальянца 2016 был не только год дебюта среди первой сотни теннисистов мира, но и первый сезон, в котором теннисист смог регулярно оценивать себя на турнирах ATP.
2017
Сезон начинается для него с квалификации в Дохе и Сиднее, но уступает в первом же раунде.
На Большом шлеме в Австралии проходит сито отбора, но в первом круге вновь проигрывает свой матч.
В марте он выиграл «Челленджера» в Цюаньчжоу.
Находясь в первой сотне рейтинга, он получает право участвовать в основном раунде Уимблдона, но в первом же матче уступает Сэму Куэрри из США.
На US Open он получил свою первую карьерную победу, победив австралийца Смита, в четырёх сетах. Затем встречается с ещё одним австралийцем Джорданом Томпсоном, и также обыгрывает его. Лишь в третьем раунде его остановил соотечественник Паоло Лоренци, легко обыграв в трёх сетах.
В Санкт-Петербурге побеждает в первом раунде Даниила Медведева, но уступает немцу Ян-Леннарду Штруффу. На Кубке Кремля, в тяжёлой игре с боснийцем Дамиром Джумхуром, демонстрирует характер, но из-за отсутствия должного опыта, преодолеть этот барьер не смог.
Томас Фаббиано завершает сезон на 73-й позиции в мировом рейтинге и станет третьим итальянским игроком в рейтинге.
2018
Он открывает сезон в 2018 году в Дохе, но покидает турнир после первого тура уступив Николозу Басилашвили со счётом 6-4 6-3.
Он проиграл на открытии Открытого чемпионата Австралии Александру Звереву, хотя играл в хороший теннис.
Свою первую победу в сезоне завоёвывает в матче на турнире ATP 250 в Марселе, над канадским спортсменом Феликсом Оже.
В октябре выиграл челленджер в Нинбо (Китай), обыграв в финале индийца Пражднеша Гуннерсварана.
2019
На Открытом чемпионате Австралии дошёл до третьего круга но проиграл болгарину Григору Димитрову в трёхсетовом поединке.
В феврале отобрался через квалификацию на турнир в Дубае (ОАЭ), но проиграл в первом же раунде в упорном трёхсетовом поединке Фернандо Вердаско из Испании.
В июле 2019 года Томас участвовал в Уимблдонском турнире, где дошёл до третьего раунда, но проиграл в трёх сетах всё тому же испанцу Фернандо Вердаско.
На Открытом чемпионате США дошёл до второго раунда, но проиграл Александру Бублику в пяти сетах, хотя вёл 2-0 по сетам. В первом раунде сенсационно переиграл четвёртую ракетку мира - Доминика Тима.

## Рейтинг на конец года
| Год  | Одиночный рейтинг | Парный рейтинг |
| ---- | ----------------- | -------------- |
| 2019 | 114               | 340            |
| 2018 | 101               | 339            |
| 2017 | 73                |                |
| 2016 | 124               |                |
| 2015 | 157               |                |
| 2014 | 256               | 275            |
| 2013 | 180               | 1090           |
| 2012 | 262               | 266            |
| 2011 | 303               | 330            |
| 2010 | 313               | 258            |
| 2009 | 500               | 333            |
| 2008 | 371               | 314            |
| 2007 | 515               | 815            |
| 2006 | 1541              |                |

## Примечание
1. 1 2 3 4  сайт ATP
2. ↑  MyScore.com.ua: ATP Уимблдон результаты. Теннис, ATP - Одиночный разряд. www.myscore.com.ua. Дата обращения: 17 июля 2019. Архивировано 17 июля 2019 года.